# Антіб (футбольний клуб)
«Антіб» (фр. FC Antibes) — французький футбольний клуб з однойменного міста, заснований в 1912 році. Домашні матчі проводить на «Стад дю Фор Карре», який вміщає 4 000 глядачів.
У 1930-х роках «Антіб» грав у вищому французькому дивізіоні. Всього у ньому «Антіб» провів 7 сезонів, останнім з яких став сезон 1938/39. Найкращий результат клубу в чемпіонатах Франції — 7 місце в сезоні 1933/34. У сезоні 2020/21 виступає в одній з нижчих регіональних ліг — першій окружній лізі округу Лазуровий берег (восьмий рівень).

## Історія
Клуб був заснований у 1912 році під назвою «Олімпік» (Антіб) і виступала у різних регіональних лігах.
У 1932 році команда отримала професійний статус і взяла участь у першому розіграші чемпіонату Франції з футболу. «Олімпік» благополучно закінчив сезон на першому місці в своїй групі, і йому чекав фінальний матч за звання чемпіона проти клубу «Олімпік» (Лілль), як переможця своєї групи. Однак трохи раніше антібську команду запідозрили у хабарництві і вони були дискваліфіковані, їх місце зайняв футбольний клуб «Канн». Після цієї події клуб змінив назву на «Антіб» і виступав у французькій вищій лізі ще шість років, до 1939 року.
Через рік після вильоту клуб змінив свою назву на Olympique d'Antibes Juan-les-Pins. У 1947 році клуб вилетів з другого дивізіону і втратив свій професійний статус. Клуб швидко опускався у футбольній ієрархії і вже в 1949 році опустився до п'ятої ліги. У 1966 році клуб об'єднався з двома іншими клубами, Esperance Antibes і US Antiboise, і змінив свою назву на сучасну —Football Club Antibes Juan-les-Pins. Протягом наступного десятиліття клуб грав в основному в четвертому дивізіоні, двічі опускаючись до п'ятого. 
У 1981 році клуб піднявся до третьої ліги і грав у ній до 1986 року, але згодом опустився до п'ятого дивізіону, в якому він грав до 1996 року, коли через фінансові проблеми був відправлений у восьмий за рівнем дивізіон (фр. Promotion d'Honneur). В подальшому грав лише у нижчих регіональних змаганнях.